# Evan Graham Turbott

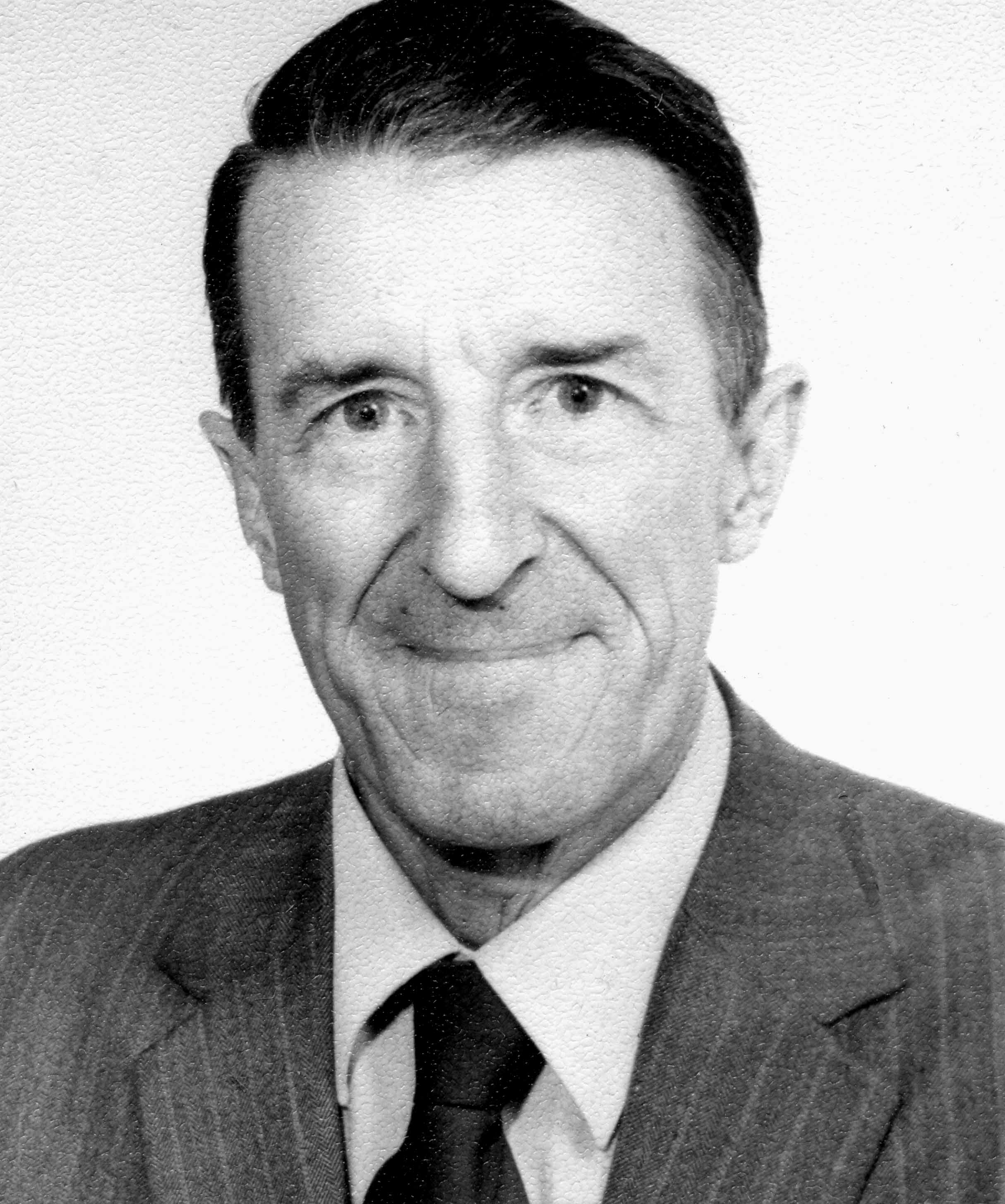
Evan Graham Turbott

Evan Graham Turbott (* 27. Mai 1914 in Auckland, Neuseeland; † 12. Dezember 2014) war ein neuseeländischer Zoologe, der auf herpetologischen, entomologischen und ornithologischen Feldern forschte.

## Leben und Wirken
1937 graduierte Turbott mit der Studienarbeit Some observations on the distribution and anatomy of Leiopelma hochstetteri Fitzinger an der University of New Zealand zum Master of Science. Anschließend wurde er zoologischer Assistent im Auckland Museum und 1946 Zoologe. 1940 heiratete er die Ethnologin Olwyn Mary Rutherford. 1944 diente er als Teil der Kapexpedition bei einer Militäreinheit der Küstenbeobachtung auf den subantarktischen Auckland Islands. Über diese Zeit veröffentlichte er 2002 das Buch Year away: Wartime coastwatching on the Auckland Islands, 1944. 1957 verließ Turbott das Auckland Museum und wurde stellvertretender Direktor des Canterbury Museums in Christchurch. 1964 übernahm er von Gilbert Archey (1890–1974) den Direktorenposten des Auckland Institutes und Museums, den er bis zu seinem Ruhestand im Jahre 1979 innehatte.
Turbott war als Hauptautor oder Co-Autor an mehreren ornithologischen Werken beteiligt, darunter New Zealand Bird Life (1947), Buller’s Birds of New Zealand (2. aktualisierte Auflage, 1967 als Herausgeber), A field guide to the birds of New Zealand and outlying Islands (1970, mit Robert Alexander Falla), The new guide to the birds of New Zealand and outlying islands (1979, mit Robert Alexander Falla), Collins guide to the birds of New Zealand and outlying islands (1981, mit Robert Alexander Falla), Birds of New Zealand (1990, mit Robert Alexander Falla) und Checklist of the birds of New Zealand and the Ross Dependency, Antarctica (1990).
1942 verfasste Turbott die wissenschaftliche Erstbeschreibung zum Archey-Frosch (Leiopelma archeyi) aus der Familie der Neuseeländischen Urfrösche.

## Ehrungen
1977 wurde Turbott mit dem Queen’s Service Order ausgezeichnet. Allan William Eden benannte den Lake Turbott auf Adams Island, den größten See der Auckland Islands, zu Ehren von Evan Graham Turbott.

## Dedikationsnamen
Turbott wird im Artepitheton von mehreren Insektenarten geehrt, von denen er zum Teil die Holotypen beziehungsweise Paratypen gesammelt hatte, darunter Phaeophanus turbotti (1942 durch Don Spiller) Dicyrtomina turbotti (1948 durch John Tenison Salmon), Papillomurus turbotti (1949 durch John Tenison Salmon) und Xenosciomyza turbotti (1955 durch Roy Alexander Harrison).